# Епархия Фукуоки

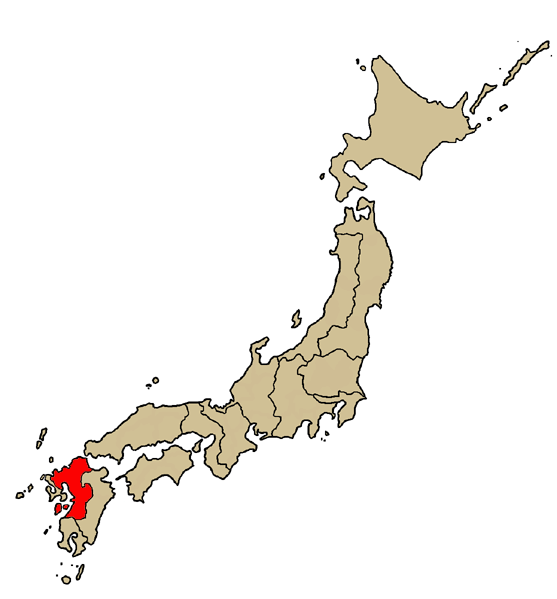
Расположение епархии Фукуоки

 Епархия Фукуоки  (лат. Dioecesis Fukuokaensis) — епархия Римско-Католической церкви с центром в городе Фукуока, Япония. Епархия Фукуоки входит в митрополию Нагасаки. Кафедральным собором епархии Фукуоки является Собор Даймиомати.

## История
16 июля 1927 года Римский папа Пий XI издал бреве "Catholicae Fidei", которым учредил епархию Фукуоки, выделив её из архиепархии Нагасаки. 
27 марта 1928 года епархия Фукуоки передала часть своей территории миссии Sui iuris Мизаяки (сегодня — Епархия Оиты).

## Ординарии епархии
- епископ Фернан-Жан-Жозе Тири (14.07.1927 — 10.05.1930);
- епископ Альбер-Анри-Шарль Бретон (9.06.1931 — 16.01.1941);
- епископ Доминик Сэнюмон Фукахори (9.03.1944 — 15.11.1969);
- епископ Пётр Сабуро Хирата (15.11.1969 — 6.10.1990);
- епископ Иосиф Хисадзиро Мацунага (6.10.1990 — 2.06.2006);
- епископ Доминик Рёдзи Мияхара (19.03.2008 — 27.04.2019);
- епископ Хосеп Мария Абелья Батл (14.04.2020 — по настоящее время).

## Источник
- Annuario Pontificio, Libreria Editrice Vaticana, Città del Vaticano, 2003, ISBN 88-209-7422-3
- Бреве Catholicae Fidei, AAS 19 (1927), стр. 377  (лат.)